# Manuel Lasala y Ximénez de Bailo
Manuel Lasala y Ximénez de Bailo (Zaragoza, 25 de diciembre de 1803 - 19 de noviembre de 1874), jurisconsulto, escritor, periodista e historiador español.

## Biografía
Estudió en el colegio de los Escolapios latín, humanidades, filosofía, derecho civil y canónico, recibiendo en el indicado centro el bachillerato en la última de dichas facultades el 11 de junio de 1826, y la licenciatura y doctorado en 19 de julio de 1829.
Durante el Trienio Liberal se alistó en la Milicia Nacional siendo aún un estudiante, en 1820, y tomó parte en la destrucción de una fuerza de realistas en la población de Lerín, y el 5 de enero de 1823 se batió en las inmediaciones de Zaragoza contra la guerrilla absolutista de El Royo y Bessières. El 1 de abril de 1823 sentó plaza como soldado en el regimiento de caballería de España y participó en varias acciones hasta la capitulación de Ballesteros ante los Cien Mil Hijos de San Luis. Fue nombrado benemérito de la patria por virtud del decreto sancionado por las Cortes en 1837. Perteneció a la Milicia nacional durante el Trienio Liberal y también en 1834, 1843 y 1854, concediéndosele la cruz de la defensa de Zaragoza contra las tropas carlistas del General Cabañero en 1838.
Ingresó en el Colegio de Abogados de Zaragoza en 1833. Se le dio empleo de subteniente del ejército. En 1834 cumplió con las funciones de promotor fiscal de los dos juzgados de la metrópoli aragonesa; un año después desempeñó las de agente fiscal de la audiencia de la misma capital; y en 1836 fue nombrado vocal de la Junta Superior de Gobierno de Aragón y secretario de la Diputación Provincial de Zaragoza. El 3 de marzo de 1841, se le agració con los honores de auditor de guerra y ministro suplente del Tribunal Superior de Zaragoza y en 1842 había sido confirmado en el cargo de ministro de audiencia con las distinciones y preeminencias concedidas a esta clase. Secretario otra vez de la Diputación provincial de Zaragoza en 1843 y de nuevo en 1854, año en que también fue vocal de la Junta de Archivos (30 de mayo). Por Real Decreto de 9 de septiembre de 1854 se le elevó al empleo de magistrado de Valencia, y en 9 de mayo de 1856 al de auxiliar de Madrid, puestos a los que renunció.
Elegido en 9 de octubre de 1841 diputado a Cortes Generales suplente por la provincia de Zaragoza, tomó parte como representante del país en las Cortes Constituyentes de 1854, figurando en las comisiones de actas, Constitución, Cargas de Justicia y Organización Municipal y Provincial.
En la revolución de 1854 conocida como La Vicalvarada, fue vocal de la Junta de Gobierno de Aragón (junto con otros afamados progresistas como Juan Bruil, José Marraco y Borao entre otros). Suscriptor del Gabinete de Lectura Pública, junto con Braulio Foz, José María Huici y otros muchos, mantuvo varias polémicas en distintos periódicos españoles sobre temas de historia de Aragón y fue especialmente beligerante cuando aparecieron en las columnas de La España artículos combatiendo el proyecto de levantar en Zaragoza una estatua a la memoria de Juan V de Lanuza, proyecto que defendió Lasala con gran fuerza resaltando la importancia del Justiciazgo aragonés. Entre 1871 y 1873 fue senador por Zaragoza.
Fue también consejero de Estado. Perteneció como socio a la Real Sociedad Económica Aragonesa de Amigos del País; como académico profesor a la Jurídico-Práctica, ambas de Zaragoza, y como socio correspondiente a la de Historia. Llegó a ser magistrado del Tribunal Supremo y falleció en Zaragoza el 19 de noviembre de 1874.
Hoy se considera a Manuel Lasala el máximo representante del aragonesismo de su época y uno de los precursores del aragonesismo político del siglo XX. Junto con Víctor Pruneda, Luis Franco y López y Jerónimo Borao y Clemente, entre otros, pertenece a la generación de liberales aragoneses que alzó la bandera «esparterista» y se sitúa en el campo demócrata y republicano.

## Obras
Diferentes autores le atribuyen las siguientes obras:
- De la viudedad aragonesa en los bienes vinculados. Madrid: [s.n.], 1858
- Del más antiguo uso del Romance español entre los pueblos de nuestra península. Zaragoza: impr. Cesar-Augustana, 1863
- Examen histórico foral de la constitución aragonesa. Madrid: Imprenta de los Señores Rojas, 1868-1871 (3 tomos)
- Las Cortes de Tarazona en 1592. Zaragoza: [s.n.], 1867 (Imp. y Lib. de Roque Gallifa)
- Memoria sobre los trabajos históricos de escultura que han de adornar el palacio de la Diputación Provincial de Zaragoza, presentada a la comisión de ésta por los comisionados D. Braulio Foz, D. Manuel Lasala, D. Manuel Arias y D. Jerónimo Borao. Zaragoza, 6 de julio de 1850 (reedición: Zaragoza: Librería General, 1950)
- Ordinaciones de la Casa Real de Aragón compiladas en lemosín por su Rey Don Pedro IV hizo por orden del Príncipe D. Carlos, primogénito de D. Felipe II de Castilla, el Protonotario de aquel Reino D. Miguel Clemente (Traducción al castellano y Prólogo de Manuel Lasala, 1853)
- Proceso que se hizo a Antonio Pérez, Secretario de Estado de Felipe II (1869)
- Reseña histórico-política del antiguo Reino de Aragón. Zaragoza: Imp. y Lib. Roque Gallifa, 1865

Artículos críticos en revistas de la época:
- Sobre la Historia de las Alteraciones de Aragón en el reinado de Felipe II del Marqués de Pidal (La Iberia)
- Del feudalismo y de los señores territoriales de Aragón (Revista General de Legislación y Jurisprudencia, 1858-1867)

También escribió otros en defensa de las corridas de toros.